# Rhüton

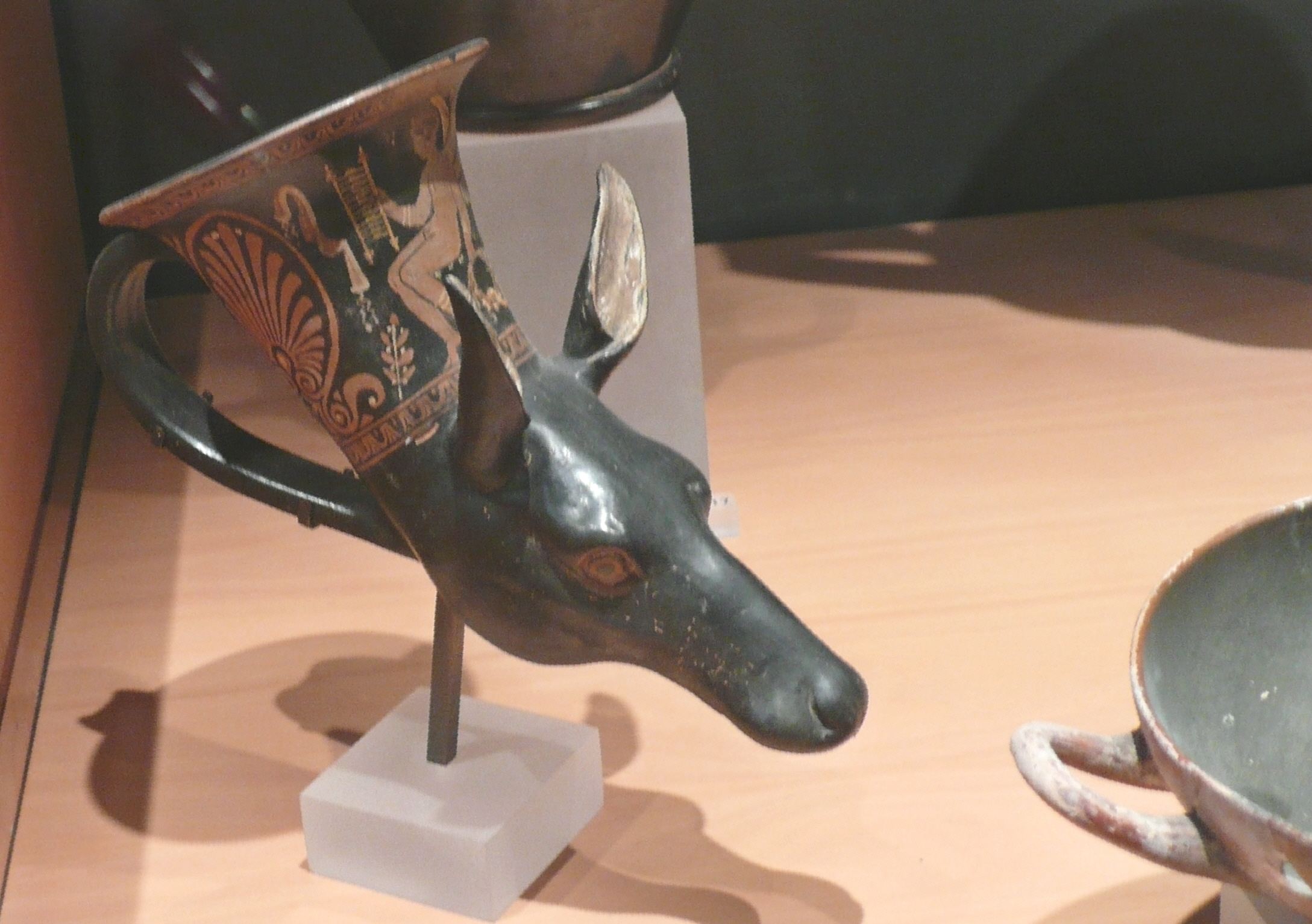
Rhüton

Rhüton vagy rhyton (görögül ῥυτόν) ivóedény (ivókürt), mely szarv alakú vagy a végén állatfej található. Az ivóedény legvégén (az állatfej szájában) lévő nyíláson keresztül csorgott az ivó szájába a bor.
A Közel-Keleten és Perzsiában már az i. e. 2. évezredben használták. A görögökhöz valószínűleg perzsa közvetítéssel került. Az ivóedények sokféle anyagból, agyagból, bronzból, aranyból, ezüstből készültek; a trákok és a szkíták is vásárolták a görögöktől.

## Galéria

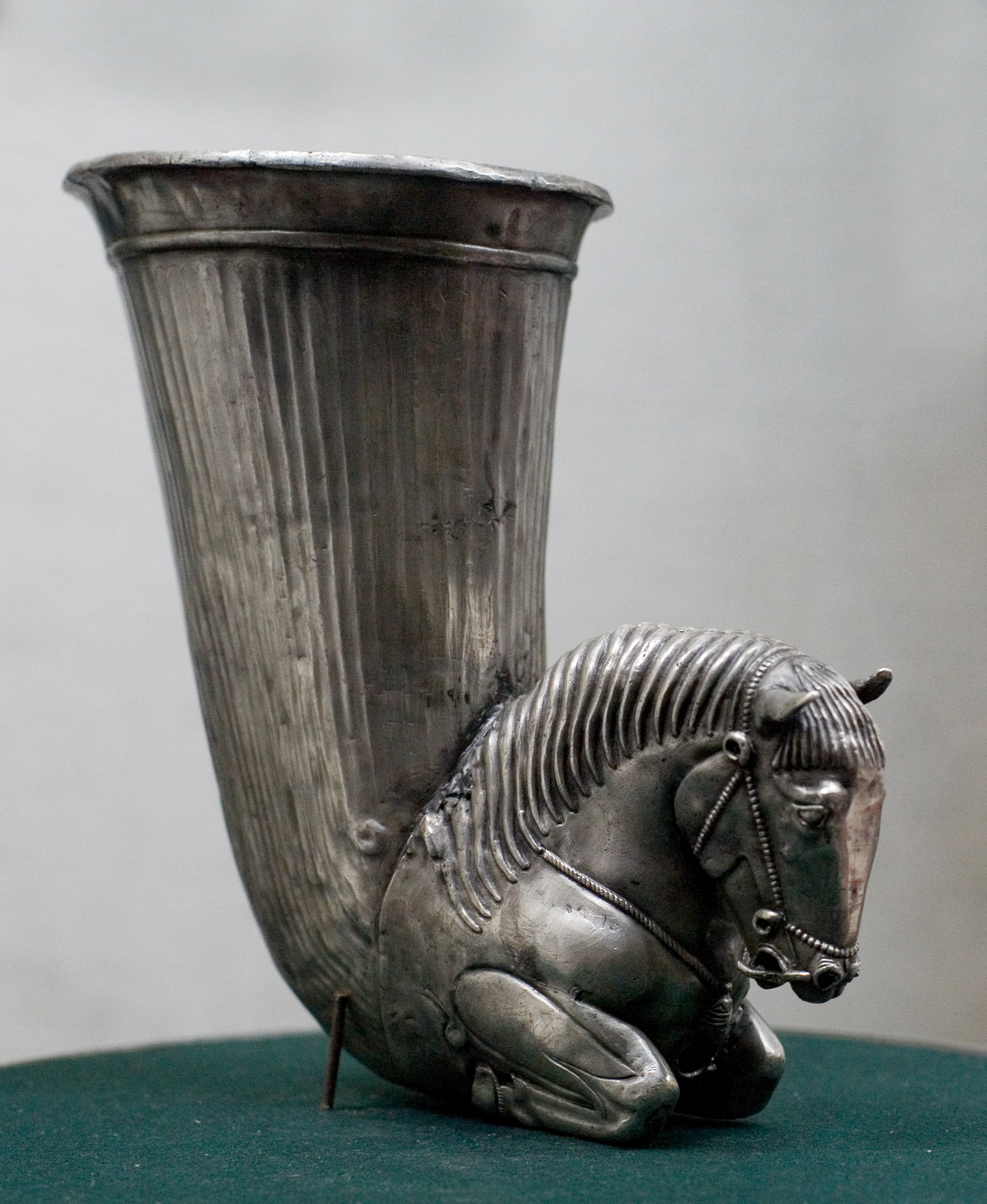
Lovas kancsó Erebuniból, urartui–görög keverékstílus az Akhaimenidák korából
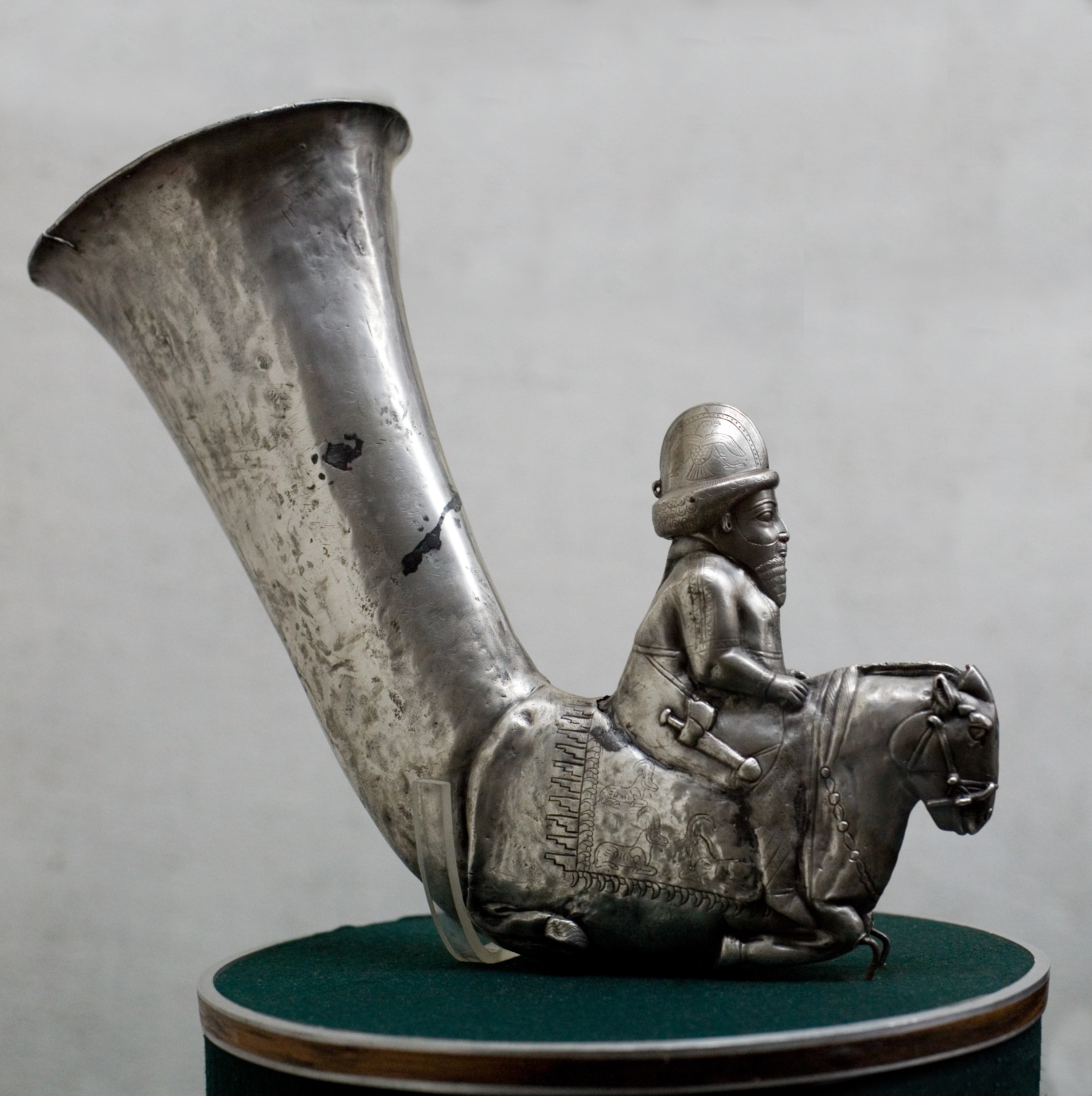
Ezüst rhüton szintén Erebuniból, ugyanabból a korból

## Kapcsolódó szócikk
- Panagüristei aranylelet